# Trường Trung học phổ thông chuyên Nguyễn Thiện Thành
Trường Trung học phổ thông chuyên Nguyễn Thiện Thành là một trường phổ thông chuyên của tỉnh Trà Vinh.

## Lịch sử
Trường THPT Chuyên Trà Vinh được thành lập tháng 12/1992 sau khi tỉnh Trà Vinh được tách ra từ tỉnh Cửu Long. Trường được đặt trên địa bàn khóm 1, phường I Thị xã Trà Vinh theo Quyết định số 551/QĐ.UBT của Ủy ban nhân dân Tỉnh Trà Vinh ngày 27/12/1992.
Năm 2010, Ủy ban Nhân dân Tỉnh và Sở Giáo dục & Đào tạo quyết định đầu tư xây dựng trường THPT chuyên Trà Vinh mới tại ấp Long Bình, phường 4, thành phố Trà Vinh, tỉnh Trà Vinh.
Năm học 2014 – 2015, Tỉnh ủy, UBND tỉnh Trà Vinh quyết định đổi tên trường THPT chuyên Trà Vinh thành trường THPT chuyên Nguyễn Thiện Thành.

## Nghi vấn lạm dụng học sinh tại trường THPT Nguyễn Thiện Thành

### Lời tố cáo đầu tiên từ nạn nhân T.

Bài đăng trên tài khoản MXH của T.

Những ngày cuối tháng 2 năm 2022, xuất hiện một bài đăng trên MXH xôn xao về vụ việc một nam sinh đã lên tiếng về việc bị bị tấn công, quấy rối tình dục bởi thầy giáo tại trường THPT chuyên Nguyễn Thiện Thành.
Chủ nhân của dòng trạng thái này (tạm gọi là T.) cho biết, câu chuyện mình bị tấn công tình dục bởi giáo viên cấp 3 cách đây 6 năm. Cho đến lúc gần đây khi gặp phải khá nhiều vấn đề liên quan đến các mối quan hệ, người này nhận ra mình không thể phớt lờ chuyện này thêm nữa.
Tài khoản này cho biết có các lý do làm mình chọn im lặng về câu chuyện này trong suốt 6 năm qua, trong đó có việc câu chuyện xảy ra ở thời điểm mà gia đình phát hiện anh thuộc cộng đồng LGBT.
Ngoài ra, vì thầy giáo - người bị tố có các hành động không phù hợp - còn là 1 giáo viên uy tín, được mọi người tôn trọng. Trong khi T. lại không có tiếng nói vì trước đây không nghe theo lời thầy cô, điều này cũng khiến T. không thể nói ra câu chuyện của mình.
Trong bài đăng T. cho biết: "Có rất ít người biết về chuyện này, bởi vì mình đã luôn luôn cảm thấy không an toàn. Nên khi mình quyết định chia sẻ chuyện này một cách công khai, mình mong là cả thầy cô và bạn bè, gia đình mình, những người chưa bao giờ biết về chuyện này, khi nhìn thấy những dòng này có thể cùng mình để bảo vệ những bạn trẻ khác khỏi lâm vào tình cảnh tương tự. Hoặc chí ít là mọi người có thể biết chuyện gì đã xảy đến với mình, vì mình tin là mọi người đáng được biết và mình đáng được lắng nghe!" 

### Thêm lời kể từ nhiều nạn nhân khác
Một nam sinh khác tên K. cho biết mình cũng là học sinh của thầy X khoảng 2 năm. Cậu bạn kể ban đầu mình học với thầy hoàn toàn bình thường vì thầy dạy dễ hiểu nhưng sau đó lên lớp 11, đôi lúc thầy có các hành động như chạm tay lên vai, lâu lâu học xong thầy giáo lại kêu K. ở lại và cho K. đồ ăn vặt.

Bình luận từ bài đăng trên MXH của một nạn nhân giấu tên.

Ngày sinh nhật của K., thầy nói nam sinh vô phòng, lúc này chỉ có 2 thầy trò. Thầy hỏi nam sinh sinh nhật có vui không, sau đó thầy kéo K. vào người để ôm chặt khiến cậu bạn có phần sợ hãi.
Một ngày khác trúng dịp Trung thu, khi K. đang đi chơi với bạn, tầm khoảng 8-9h tối, thầy X. gọi lại cho K. hỏi nam sinh có rảnh không và bảo cậu bạn tới nhà thầy có chuyện. Nam sinh cho biết mình không nghĩ gì nhiều, cũng không dám cãi lại thầy nên nam sinh mới đến nhà thầy.

Bình luận trong bài đăng của trang "Nghi vấn lạm dụng học sinh tại trường THPT Nguyễn Thiện Thành" được lập nên từ các cựu học sinh của trường với mục đích giúp đỡ các nạn nhân.

Mình lại nhà thầy lúc đó không có ai hết mà chỉ có mình thầy thôi. Mình đi vô thấy thầy đang ngồi giữa nhà, rồi thầy kêu mình đi vô phòng. Lúc đó mình hơi nghi nghi, hơi sợ rồi mà mình nghĩ thầy không dám làm gì mình đâu nên mới đi vô trong phòng. Lúc đó cũng tối rồi, thầy kêu mình lên ghế ngồi mà không biết hên hay sao lại tự nhiên có cuộc điện thoại gọi lại, thầy nói chuyện điện thoại đến 9h30, thầy thấy trễ quá nên thầy mới bảo mình về đi!", nam sinh kể lại.
K. nói thêm, nếu không có cuộc điện thoại đó thì không biết thầy X. đã làm gì mình.
K. chia sẻ, mình không phải là trường hợp duy nhất nhận được sự tiếp cận quá đà từ thầy. Trước đây, thầy cũng để ý tới các bạn khác nhưng chủ yếu là nam sinh.
Chuyện vẫn chưa dừng lại ở đó, đã có rất nhiều học sinh lên tiếng về việc bị thầy xàm sở, có những hành động quấy rối trong suốt thời gian theo học tại trường. Nhiều học sinh cho rằng, ai đã từng theo học tại trường THPT Chuyên N.T.T cũng biết qua những hành động "đen tối" của người thầy này.
Một tài khoản cho biết, thầy không thích con gái, thường xuyên có những từ ngữ body shaming, con trai nếu đúng gu thì sẽ được chăm sóc chu đáo, được gọi ở lại để dạy kèm thêm sau khi hết giờ học phụ đạo. Thầy còn bị tố khi có hành vi xâm phạm quyền riêng tư của học trò, khi đọc tin nhắn và ép buộc học sinh mở điện thoại cá nhân cho thầy xem.